# Egon Höller
Egon Ambros Höller (* 16. Juli 1907 in Kritzendorf, Österreich-Ungarn; † 9. August 1991 in Kreuth, Deutschland) war ein deutsch-österreichischer Jurist und Nationalsozialist. Im deutsch besetzten Polen war Höller als Kreis- und Stadthauptmann tätig.

## Leben
Egon Höller wurde am 16. Juli 1907 als Sohn von Ambros Höller (* 3. September 1881 in Steyr; † 6. September 1943 in Klosterneuburg), Stationsaufseher bei den k.k. Staatsbahnen, und dessen Ehefrau Barbara (geborene Wimmer; * 28. November 1880 in Kritzendorf) in Kritzendorf geboren und am 30. Juli 1907 auf den Namen Egon Ambros getauft. Die Eltern hatten am 10. September 1905 in Wien-Mariahilf geheiratet.
Höller beendete seine Schullaufbahn mit der Matura. Danach studierte er ab 1924 an der Hochschule für Welthandel und schloss sein Studium als Diplom-Kaufmann 1928 ab. Danach absolvierte Höller ein Studium der Rechtswissenschaften und promovierte 1932 zum Dr. jur., anschließend war er im österreichischen Innenministerium tätig. Er trat am 17. September 1932 der NSDAP bei (Mitgliedsnummer 1.213.850). Zudem gehörte Höller von Mitte April 1933 bis Anfang Oktober 1934 der SA an. Er nahm 1934 am Juliputsch in Wien teil und wurde im März 1935 aus dem Staatsdienst entlassen. Wegen seiner Teilnahme am Juliputsch war Höller bis 1936 in Österreich inhaftiert und setzte sich danach ins Deutsche Reich ab. Ab Juli 1936 absolvierte er sein Referendariat bei einem Rechtsanwalt und beim Berliner Kammergericht. Mitte Mai 1937 trat er in den höheren Verwaltungsdienst ein und wurde im Rechtsamt des Flüchtlingshilfswerks der NSDAP tätig. Höller wurde 1937 deutscher Staatsbürger. Nach dem „Anschluss Österreichs“ an das Deutsche Reich war er beim Reichsstatthalter Wien beschäftigt. Der SS trat er am 9. November 1938 bei (SS-Nummer 310.370) und erreichte dort im November 1941 den Rang eines SS-Hauptsturmführers.
Nach Ausbruch des Zweiten Weltkrieges wurde Höller in das Generalgouvernement versetzt. Von Oktober 1939 bis Anfang Februar 1942 war Höller im Distrikt Krakau Kreishauptmann in Krakau-Land. Anschließend bekleidete er den Posten des Stadthauptmanns in Lemberg bis zum Einmarsch der Roten Armee und löste in dieser Funktion Hans Kujath ab. In Lemberg begrenzte Höller die Ausgabe von Arbeitsbescheinigungen für Juden, die als Schutz vor einer Deportation in die Vernichtungslager überlebenswichtig war. Höller war gemeinsam mit Fritz Katzmann bei einer Ghettoräumung anwesend. Andererseits protestierte Höller eigenen Angaben zufolge gegen die am 1. September 1942 durchgeführte Erhängung von Angehörigen des Judenrates, die von Erich Engels geleitet wurde. Durch den SD wurde gegen Höller wegen Korruption und „großzügigem Lebenswandel“ ermittelt. Im April 1943 beantragte der Höhere SS- und Polizeiführer im Generalgouvernement Friedrich-Wilhelm Krüger die Versetzung von Höller, Kujath und Nehring zur Waffen-SS, da er bei ihnen die richtige SS-Einstellung vermisste. Dieses Ansinnen wurde jedoch von Gottlob Berger zurückgewiesen.
Nach Kriegsende befand sich Höller bis zum Frühsommer 1946 in alliierter Internierung. Nach der Entlassung aus der Kriegsgefangenschaft war er bei dem Unternehmen Palette GmbH beschäftigt. Höller wurde in einem Spruchkammerverfahren am 25. Mai 1948 als Mitläufer entnazifiziert. Später machte sich Höller als Kaufmann selbstständig. Ende September 1963 wurde Höller zu seiner Tätigkeit als Stadthauptmann vernommen.

## Sportliche Karriere
Höller war als Angehöriger von Vienna Wien 1929 und 1930 österreichischer Meister im Stabhochsprung. Seinen dritten Titel gewann er 1932 als Mitglied des Wiener AC.